# Victor de Kowa
Victor de Kowa (Görlitz, 1904. március 8. – Berlin, 1973. április 8.) német színész, filmrendező, énekes, költő, színházigazgató.

## Életpályája
1908–1913 között Seifersdorf-ban élt. Előbb katonának, később festőnek készült és a drezdai Művészeti Akadémián tanult, majd dramaturg lett. Színpadra lépve (1922) több vidéki városban és a berlini Staatstheaterben szerepelt. Az 1930-as, 1940-es években elsősorban elegáns hősszerelmes volt, később mindinkább a jellemszerepekre tért át. 1943–1944 között a Theater am Kurfürstendamm és a Komödie, 1945–1950 között a Tribüne színház igazgatója volt. A hangos korszakban kezdett filmezni. Rendezőként is bemutatkozott. Az 1940-es évek közepén Filmstúdió 46 néven produkciós vállalatot alapított. 1956–1962 között a berlini Burgtheater tagja volt. 1962–1966 között a Német Szakszervezeti Szövetség bizottsági tagja volt.

## Magánélete
1926–1941 között Ursula Grabley (1908–1977) német színésznő volt a felesége. 1941–1973 között Michiko Tanaka (1913–1988) japán színésznővel élt együtt.

## Filmjei

### Színészként
- Pension Schöller (1930)
- A másik oldal (Die andere Seite) (1931)
- Félelmetes történetek (Unheimliche Geschichten) (1932)
- Tannenberg (1932)
- Egy dal száll a világ körül (Ein Lied geht um die Welt) (1933)
- A maratoni futó (Der Läufer von Marathon) (1933)
- Mi lesz veled emberke? (Kleiner Mann - was nun?) (1933)
- Egy gyerek, egy kutya, egy csavargó (Ein Kind, ein Hund, ein Vagabund) (1934)
- A fiatal Neuhaus báró (Der junge Baron Neuhaus) (1934)
- A nagyherceg pénzügyei (1934)
- Pappi (1934)
- Botrány a Denevér körül (Skandal um die Fledermaus) (1936)
- A nagy és a kis világ (Die große und die kleine Welt) (1936)
- Az isteni Jette (Die göttliche Jette) (1937)
- Ne ígérd meg nekem! (Versprich mir nichts!) (1937)
- Szeretlek (Ich liebe dich) (1938) (forgatókönyvíró is)
- Az optimista (Der Optimist) (1938)
- Kivirul az öreg szív (1943)
- Egy boldog ember (Ein glücklicher Mensch) (1943)
- Az élet megy tovább (Das Leben geht weiter) (1945)[2]
- Peter Woss, a milliók tolvaja (Peter Voss, der Millionendieb) (1946)
- Tegnap és holnap között (Zwischen gestern und morgen) (1947)
- Intimitások (Intimitäten) (1948)
- Névtelen levelek (Anonyme Briefe) (1949)
- A sors dallama (Melodie des Schicksals) (1950)
- A szép Galathea (Die wunderschöne Galathee) (1950)
- Szerelmi történet (Eine Liebesgeschichte) (1954)
- Isten és ember előtt (Vor Gott und den Menschen) (1955)
- Muzsika a vérben (Musik im Blut) (1955)
- Az ördög tábornoka (1955)
- Egy lány Flandriából (Ein Mädchen aus Flandern) (1956)
- Tacskó (1958)
- Végakkord (Schlußakkord) (1960)
- Nem kell mindig kaviár (1961)
- Ház Montevideóban (Das Haus in Montevideo) (1963)
- Találkozás Salzburgban (Begegnung in Salzburg) (1964)
- Winnetou és barátja, Old Firehand (1966)

### Filmrendezőként
- Wibbel szabó (Schneider Wibbel) (1939)
- Casanova házasodik (Casanova heiratet) (1940)
- Fel a fejjel, János! (Kopf hoch, Johannes!) (1941)